# Barnarp
Barnarp är en tidigare tätort i kommundelen Barnarp i Jönköpings kommun i Jönköpings län samt kyrkby i Barnarps socken. Tätorten bestod bara av den sydligaste delen av Barnarp, bostadsområdet Lunden. Sedan 2010 är hela Barnarp förenat i tätorten Barnarp och Odensjö.
De olika bostadsområdena som utgör Barnarp är Lunden och Kronheden och Odensjö. I Lunden ligger en pizzeria och ett bageri/café där E4:an tidigare gick. Ortens lokala skola (Barnarpsskolan, byggd 1939) med klasser från 1 till 6 låg  i tätorten Odensjö, tillsammans med Kronheden, Barnarps idrottsplats och Barnarps kyrka med församlingsgård.
Drygt två kilometer väster om Barnarp, vid E4:an, ligger industriområdet Torsvik. Där återfinns ett kraftvärmeverk och godisfabriken Bubs Godis.

## Historia

### Administrativa tillhörigheter
Barnarp är kyrkby i Barnarps socken. I samband med kommunreformen 1863 bildade socknen Barnarps landskommun. I samband med kommunreformen 1952 uppgick Barnarps landskommun i den nybildade storkommunen Tenhult som i samband med kommunreformen 1971 uppgick i den nybildade Jönköpings kommun, vilken Barnarp tillhört sedan dess.

### Befolkningsutveckling
| Befolkningsutvecklingen i Barnarp 1960–2005 | Befolkningsutvecklingen i Barnarp 1960–2005 | Befolkningsutvecklingen i Barnarp 1960–2005 | Befolkningsutvecklingen i Barnarp 1960–2005 | Befolkningsutvecklingen i Barnarp 1960–2005 |
| ------------------------------------------- | ------------------------------------------- | ------------------------------------------- | ------------------------------------------- | ------------------------------------------- |
|                                             |                                             |                                             |                                             |                                             |
| År                                          |                                             |                                             | Folkmängd                                   | Areal (ha)                                  |
| 1960                                        | 1960                                        |                                             | 251                                         | 26                                          |
| 1965                                        | 1965                                        |                                             | 413                                         | 37                                          |
| 1970                                        | 1970                                        |                                             | 660                                         | 64                                          |
| 1975                                        | 1975                                        |                                             | 701                                         | 60                                          |
| 1980                                        | 1980                                        |                                             | 828                                         | 67                                          |
| 1990                                        | 1990                                        |                                             | 772                                         | 66                                          |
| 1995                                        | 1995                                        |                                             | 785                                         | 66                                          |
| 2000                                        | 2000                                        |                                             | 774                                         | 66                                          |
| 2005                                        | 2005                                        |                                             | 724                                         | 66                                          |
| Anm.: Sammanvuxen med Odensjö 2010.         |                                             |                                             |                                             |                                             |